# Рие Јамаки
Рие Јамаки (јап. 山木 里恵; 2. октобар 1975) бивша је јапанска фудбалерка.

## Репрезентација
За репрезентацију Јапана дебитовала је 1993. године. Са репрезентацијом Јапана наступала је на Олимпијским играма (1996) и два Светска првенства (1995. и 1999). За тај тим одиграла је 50 утакмица и постигла је 3 гола.

## Статистика
| Јапан  | Јапан | Јапан |
| Год.   | Ута.  | Гол.  |
| ------ | ----- | ----- |
| 1993   | 4     | 0     |
| 1994   | 6     | 0     |
| 1995   | 10    | 0     |
| 1996   | 10    | 0     |
| 1997   | 7     | 2     |
| 1998   | 8     | 1     |
| 1999   | 5     | 0     |
| Укупно | 50    | 3     |